# Étienne Delangle
Pour les articles homonymes, voir Delangle.

a Compétitions nationales et continentales officielles uniquement.

Étienne Delangle, né le 31 juillet 1987 à Redon, est un joueur français de rugby à XV qui évolue au poste de deuxième ligne.

## Biographie
Étienne Delangle commence le rugby à XV dans sa ville natale au sein du club de Redon en 1995, avant de rejoindre l'équipe voisine du RC Vannes, en catégorie cadet en 2002. À l'issue d'une saison au sein du club d'Ussel et du pôle espoirs de la ville, il intègre le centre de formation de l'ASM Clermont Auvergne,, successivement en catégorie Crabos pendant deux ans, Reichel pendant six mois, et finalement avec l'effectif espoir pendant trois saisons et demie, ce dernier statut lui permettant de s'entraîner auprès de l'effectif professionnel.
Pendant ses années au centre de formation clermontois, il intègre à deux reprises l'équipe de France universitaire, contre l’Écosse et l’Angleterre en 2009, puis affronte à nouveau l'Écosse en 2010.
Sa période de formation terminée, Delangle signe avec l’AS Béziers en Fédérale 1 en 2010, et participe à l'accession en Pro D2 en remportant la finale du championnat amateur dès sa première saison. Après une année en division professionnelle avec le club héraultais, et la relégation au niveau amateur de ce dernier, il est recruté par l’US Dax, disputant le même championnat. Bien que les dirigeants landais émettent le souhait de lui proposer une extension de contrat, il rejoint à l'intersaison 2013 l'un de ses clubs formateurs, le RC Vannes, afin de regagner du temps de jeu, mais également pour participer au projet de l'équipe bretonne alors en Fédérale 1,.
Ayant participé en à l'accession en Pro D2 du RC Vannes, il est l'un des joueurs cadres du club breton pendant la saison 2016-2017 en division professionnelle. Il est par la suite prolongé en 2017 pour trois saisons supplémentaires.
Au terme d'une saison 2019-2020 blanche en raison d'une blessure sérieuse au genou puis de la pandémie de Covid-19 en France, Delangle décide de prendre sa retraite sportive, afin de se concentrer sur sa reconversion professionnelle et la création d'une entreprise de stratégie digitale.

## Palmarès
- Championnat de France espoirs de rugby à XV :
  - Champion : 2010.
  - Finaliste : 2009.
- Championnat de France de rugby à XV de 1re division fédérale :
  - Vainqueur : 2011.